# 斯氏頜吻鰻
佩氏頜吻鰻（學名：Gnathophis smithi），是輻鰭魚綱鰻形目康吉鳗科頜吻鰻屬的其中一種，由Emma Stanislavovna Karmovskaya在1990年描述 ，分布於東南太平洋的納斯卡海脊和薩拉戈麥斯海脊海域，深度145至250公尺，背鰭軟條220-258枚、臀鰭軟條148-177枚、脊椎骨127-135個，體長可達41.1公分，為底棲性魚類，以甲殼類及多毛類為食，生活習性不明。